# 骨相学

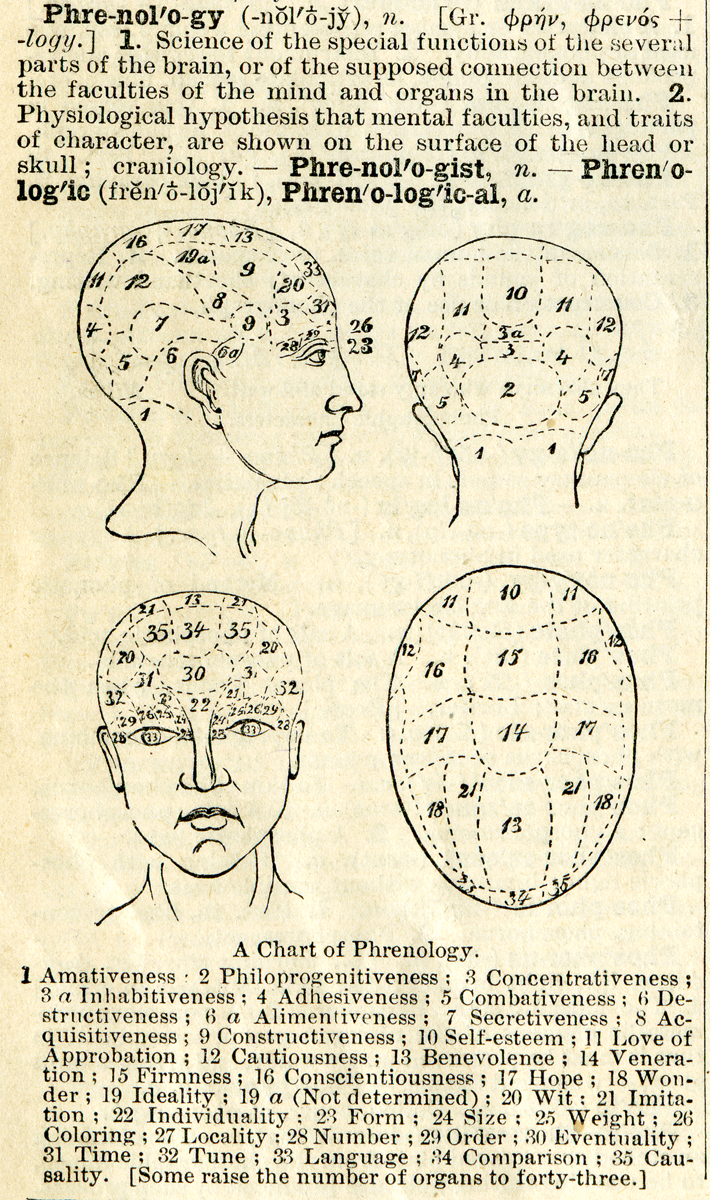
1895年のウェブスター教養辞典に掲載された骨相学による脳の地図。
ガルによれば、脳は、色、 音、言語、名誉、友情、芸術、哲学、盗み、殺人、謙虚、高慢、社交などといった精神活動に対応した27 個の〈器官〉の集まりであるとされた。

骨相学（こっそうがく、独: Phrenologie）とは、脳は精神活動に対応する複数の器官の集合体であり、その器官・機能の差が頭蓋の大きさ・形状に現れると主張する学説である。19世紀に隆盛を誇ったが、神経解剖学の発展によって、20世紀以降では疑似科学とされ、否定されている。頭蓋測定学とも呼ばれる。

## 骨相学の誕生とその父ガル

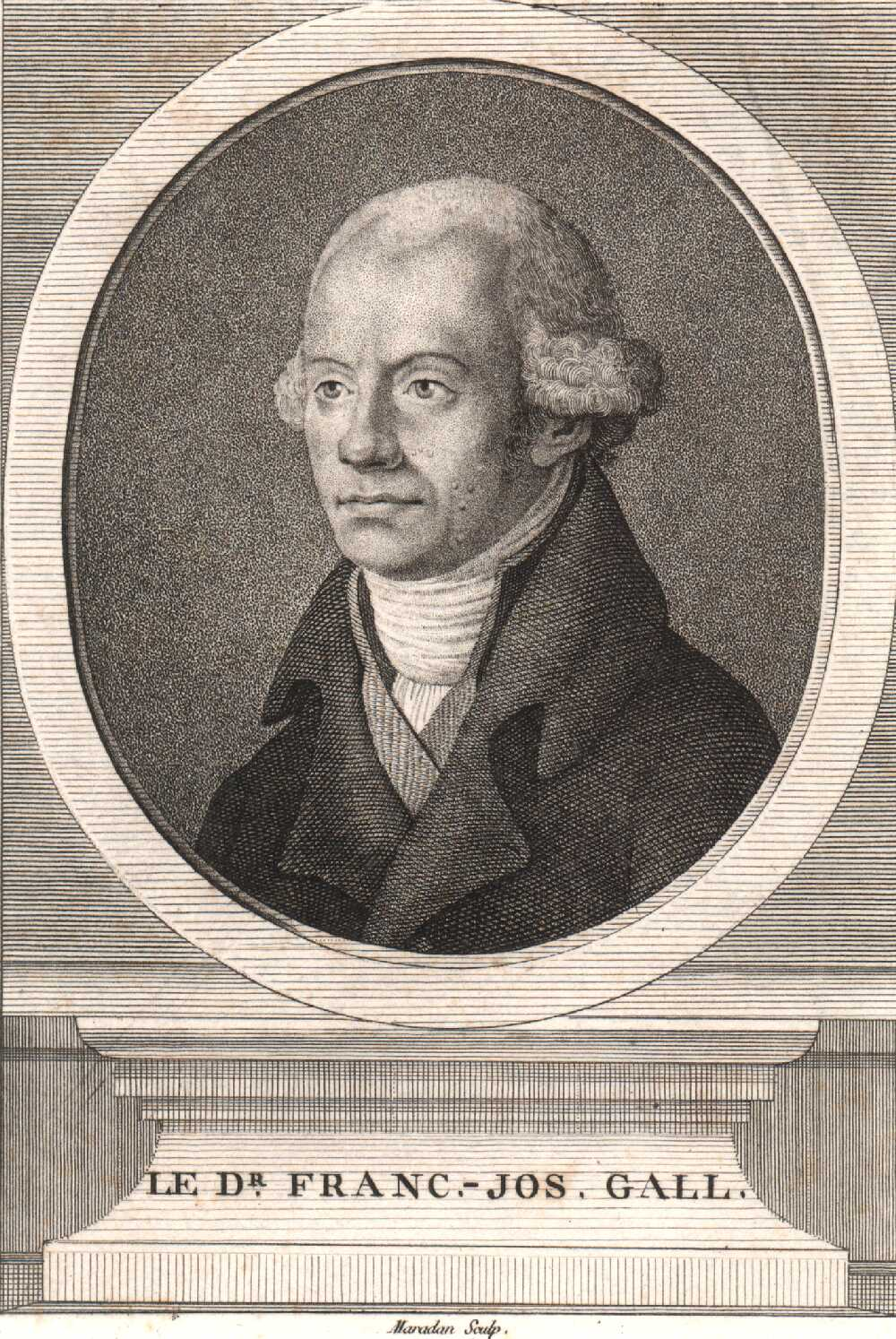
フランツ・ヨーゼフ・ガル

ウィーン大学卒業後、ウィーンで開業していたドイツ人医師フランツ・ヨーゼフ・ガル（1758-1828）は、脳の解剖学と神経の生理学の研究につとめ、脳髄が繊維のシステムであること、錐体路系とその交差の存在、そして動眼・三叉・外旋神経など各神経の起始点を突き止めるなど、神経解剖学に大きな功績を残した人物であった。
ガルはまたイタリアの解剖学者モルガーニの著書『疾病の所在と原因について』（1761年）を参考にして、幼児や成人の正常脳、各種の病気の人の脳、天才人の脳、動物の脳などを比較研究することで、独自の〈器官学Organologie〉を編み上げていき、1796年から私的な講義を開き、これを講義した。

## ガルの器官学
ガルの「器官学」によれば、脳は「色、 音、言語、名誉、友情、芸術、哲学、盗み、殺人、謙虚、高慢、社交」などといった精神活動に対応した27個の「器官」の集まりとされ、各器官の働きの個人差が頭蓋の大きさや形状に現れるのだとされた。これはもっとも初期の脳機能局在論であり、また近代骨相学のはじまりである。
ガルの主張によれば、たとえば「破壊官」や「粘着官」といった器官が大きいものは、執拗で残忍な傾向が強い。
現在から見たガルの誤りは、精神的気質が物理的に計測可能な頭蓋骨形状にそのまま現れると考えたこと、さらに、頭蓋骨を外から視診・触診すればその人の性格や素質を知ることができるという極端な主張を行ったことである。

## ガルの迫害と追放
1802年、ガルの学説はあまりに唯物論的であるとされ、さらにキリスト教に反するとされて、ガルはオーストリア帝国によってウィーンから追放される。しかしガルはヨーロッパ各地で講演を続けた。
1807年にはパリに移り、ここで解剖学者ヨハン・シュプルツハイム(スブルツハイム)と連名で『神経系、とくに脳の解剖学と生理学』全4巻 (1810年 - 1819年刊行) 、『脳とその部位の機能』全6巻（1822年 - 1825年刊行）を発表する。

## 「骨相学」の名の由来
ガルは自分の知識体系を「頭蓋の研究」(Schadellehre)と呼んでいた。(「脳蓋観察論」（cranioscopie）と呼んでいたとも)英語では最初は「頭蓋学」(craniology クラニオロジー)と呼ばれたが、1815年には「骨相学」(phrenology フレノロジー)と言われるようになった。
骨相学(phrenology）という名称は、トーマス・フォースターが1815年にガルの学説をイギリスへ紹介する際に名づけたもので、1818年にシュプルツハイムがこの名称を取り入れて定着した。
これはギリシア語の φρήν（「心」を意味する）に由来する phrēn と、同じくギリシア語の λόγος（「知識」を意味する）に由来する logos（ロゴス）からなる語である。

## 骨相学の隆盛
骨相学は「19世紀で最も人気のあった大衆科学」であると言われてきた。大衆的な人気を博した理由は、精神と頭蓋骨の対応という考え方が直感的に理解しやすかったことに加えて、頭蓋骨の形という容易に計測できるものから個人の気質がわかるという主張により、専門家でなくても骨相学的性格判断を行うことができたためである。骨相学師(practitioner)たちが海辺の行楽地など各地に出没した。当時の名士たちはこぞって肖像画の額を広く描かせて、思慮深さをアピールする風潮も生まれたという。
シュプルツハイムは、1820年代の英国での骨相学の普及のために活動した。彼は、エディンバラとロンドンに骨相学を伝えた。そして、エディンバラ骨相学協会(1820年)、ロンドン骨相学協会(1823年)を設立し、「骨相学論集雑誌」(1823年)を発刊した。
骨相学を自助の思想と結びつけた、スコットランドの弁護士ジョージ・クームの『人間の構造』(The Constitution of Man 1828年)などの影響を受けて、骨相学はアメリカ合衆国でも人気を博した。この著作は1860年までに、英国で10万部、米国で20万部売れた。
1822年、フランス政府はシュプルツハイムの講義を禁止した。
1832年、パリに骨相学会が設立された。頭蓋骨の収集と脳の計量が流行し、巷に骨相図が氾濫した。欧米のあちらこちらの町で骨相学会が誕生し、多くの有名な学者が、骨相学という学問研究の発展のために、自分の頭蓋骨を死後に提供した。
またスヴェーデンボリ、ハイドンら有名人の頭蓋骨が、熱心な骨相学者によって墓から持ち去られる事件が起こった。

## 骨相学の衰退
骨相学は、1840年代には衰退し始める。骨相学の大衆受けする性質は、諸刃の剣であった。爆発的な人気と裏腹に、各地で通俗的悪用がはびこり、やがて熱狂が時間とともに過ぎ去ると、骨相学者たちは山師扱いされた。育ての親であるシュプルツハイム、生みの親であるガルについても同様だった。
なお、骨相学は大学の学問分野として認められることは一度もなかった。学術界では、当初からきびしい批判を受けており、『エディンバラ・レヴュー』(1805年、1815年)に批判記事が載ったり、「頭蓋病者」のような風刺的表題の本も現われた。科学社会学者たちは骨相学者を社会改革に関心を持ち、「体制側から迫害を受けた」異端者として捉えてきた。
学問的にも、フーフェラント、フルーラン、フィリップ・ピネルらにより否定され、大脳中枢の解剖学的知見が蓄積され、その「地図」が明確に決定されてゆくにつれて、ガルの器官説自体が否定されていく。
しかし一方では、ガルが当初から関心を持っていた犯罪への応用において、犯人の頭蓋骨を計るという初期の骨相学的な犯罪の計測学から、犯罪者の様々なプロフィールを蓄積する実証的犯罪研究へとつながっていく（たとえばチェーザレ・ロンブローゾを祖とする犯罪生物学など）。
しかしまた「気質」を判定するという骨相学の志向は、ロンブローゾの生来的犯罪人説のような犯罪の素質論（犯罪を犯すか否かは当人の素質に左右される）から、優生学や人間改良思想へと展開していく。これは断種論（特定の人種を断つことを目指す）の背景にもつながる危険を持っていた。
なお人種の骨相学的分類では、日本人を含むモンゴロイドは「倫理的に劣り模倣的で独自性がない」とされた。
骨相学の考え方は20世紀初頭まで、大衆文化のなかに深く残ることになった。

## 骨相学の遺産
骨相学の「頭蓋骨の形から個人の性格がわかる」という単純な主張は否定されたが、精神的機能が特定の神経構造に基盤を持つという現代的な見方は脳機能局在論となった。また言語獲得、友情、道徳性、直観的な物理能力、心の理論などが一般的知能として混在するのではなく、独立して存在し、遺伝的であり、個別に独立して機能するというアイディアは「心のモジュール説」と呼ばれ、認知科学や心の哲学で議論されている。また、かつては額が秀でているということは知的である証とされたという意味でハイブロウ（ブロウは額の意味）という言葉が残り、現代にまで影響力を与えていると言える。
また古人類学では、化石人類や化石霊長類の頭骨形状から、一般的な知能や特定の脳機能（特に言語能力）を推測する。